# Adolf Eichmann
Otto Adolf Eichmann (født 19. marts 1906, død 1. juni 1962) var en tysk-østrigsk SS-officer under 2. verdenskrig og anses for at være en af arkitekterne bag Holocaust.
Eichmann var en højtstående embedsmand i Nazityskland og tjente som Obersturmbannführer i SS svarende til oberstløjtnant. På grund af hans talent for organisation, pålidelighed og arbejdsiver, fik han af næstkommanderende i SS, Obergruppenführer Reinhard Heydrich, opgaven med at håndtere logistikken bag masse-deportationerne af jøder til ghettoer og udryddelseslejre i det tysk besatte Østeuropa.
Efter krigen rejste Eichmann til Argentina ved hjælp af en indrejsetilladelse udstedt af Internationalt Røde Kors.
Adolf Eichmann levede under navnet Ricardo Klement og arbejdede for tyske Mercedes-Benz i Argentina. Mange andre nazistiske flygtninge fik ophold i Argentina.
Eichmann blev i 1960 fanget af israelske agenter fra Mossad i Argentina og førtes til Israel. Her blev han retsforfulgt for forbrydelser mod menneskeheden og krigsforbrydelser. Han blev dømt til døden i december 1961 og hængt i Jerusalem den 1. juni 1962.

## Tidlige liv
Eichmann blev født i Solingen i Tyskland som søn af en relativt velstående forretningsmand og fabrikant. I 1914 flyttede hans familie til Linz i Østrig, og under 1. verdenskrig tjente Eichmanns far i den østrig-ungarske hær. Ved krigens slutning vendte Eichmanns far tilbage til familiens forretning i Linz. I 1920 flyttede familien tilbage til Tyskland.
Da Eichmann blev myndig i 1925, tog han tilbage til Østrig for at studere til maskiningeniør, men som fattig student sprang han hurtigt fra. Derefter blev han handelsrejsende. Det bragte ham til Tyskland i 1930.
Eichmann mødte første gang nazistpartiet, da han meldte sig ind i Wandervogel-bevægelsen, "et bondsk, arisk broderskab baseret på antisemitiske idealer".
I 1932 tog Eichmann til Østrig og meldte sig som 26-årig ind i det østrigske nazistparti.

## Nazistpartiet og SS
Efter råd fra en af familiens gamle venner Ernst Kaltenbrunner lod Eichmann sig hverve til den østrigske gren af SS 1. april 1932 som SS-Anwärter (SS-aspirant) og blev optaget i november 1932.
Da nazisterne kom til magten i Tyskland i 1933, vendte Eichmann tilbage for at melde sig til aktiv tjeneste i SS. Han blev godkendt til tjeneste, og i november 1933 blev Eichmann forfremmet til Scharführer (sergent eller korporal) og administrator i koncentrationslejren Dachau.
I 1934 bestemte Eichmann sig for en karriere i SS og bad om at blive forflyttet til Sicherheitspolizei (Sikkerhedspolitiet), som var blevet en magtfuld og frygtet organisation. Eichmanns forflytning blev bevilget i november 1934, hvor han blev forfremmet til Oberscharführer (oversergent) og fik plads i hovedkvarteret for Sicherheitsdienst (SD) i Berlin. Eichmann blev en eksemplarisk administrator i SD og fik snart sine overordnedes opmærksomhed. Han blev forfremmet til Hauptscharführer i 1935 – og i 1937 udnævnt til SS-Untersturmführer.
I 1937 blev Eichmann sendt til Palæstina med sin overordnede Herbert Hagen for at vurdere muligheden for en massiv jødisk udvandring fra Tyskland til Palæstina. De landede i Haifa, men kunne kun få transitvisum, så de fortsatte til Cairo. I Cairo mødtes de med Feival Polkes, en agent for Haganah, med hvem de diskuterede zionisternes planer og prøvede at sikre sig deres assistance til at lette den jødiske emigration fra Europa. Eichmann fortalte under retssagen, at han også havde planlagt at mødes med arabiske ledere i Palæstina; det skete aldrig, fordi de blev nægtet adgang til Palæstina af de britiske autoriteter. Eichmann og Hagen skrev en rapport, hvori de frarådede en omfattende emigration til Palæstina af økonomiske årsager, og fordi det stred imod den tyske politik at oprette en jødisk stat dér. Det er sommetider set som et vigtigt skridt mod nazisternes opgivelse af emigration som "løsning på det jødiske problem".
I 1938 blev Eichmann sendt til Østrig for at hjælpe med at organisere SS-sikkerhedsstyrkerne i Wien efter Anschluss, Østrigs indlemmelse i Tyskland. Efter denne indsats blev Eichmann forfremmet til SS-Obersturmführer svarende til Løjtnant, og i slutningen af 1938 blev han udvalgt af SS-ledelsen til at danne det Centrale Kontor for Jødisk Emigration, som stod for at tvangsdeportere og udvise jøder fra Østrig. Gennem dette arbejde fik Eichmann et indgående kendskab til jødisk kultur og tro.

## 2. Verdenskrig
Ved 2. verdenskrigs begyndelse blev Eichmann forfremmet til SS-Hauptsturmführer og var blevet kendt for sit arbejde med udviklingen af Kontoret for Jødisk Emigration. Gennem sit arbejde fik Eichmann flere kontakter inden for zionistbevægelsen, som han samarbejdede med for at sætte fart på den jødiske emigration fra Østrig.
Eichmann vendte tilbage til Berlin i 1939 efter oprettelsen af det 3. Riges Centrale Sikkerhedshovedkontor, RSHA. I december 1939 blev han sat til at lede RSHA afdeling IV B4, den RSHA-afdeling, som havde at gøre med jødiske anliggender og evakuering. I august 1940 udsendte han sin Reichssicherheitshauptamt: Madagaskar Projekt (Rigets Centrale Sikkerhedskontor: Madagascarprojektet), en plan for jødiske deportationer, som aldrig blev realiseret. Han blev forfremmet til SS-Sturmbannführer sent i 1940, og mindre end et år senere blev han Obersturmbannführer.
I 1942 inviterede Reinhard Heydrich ham til at deltage i Wannseekonferencen, hvor Tysklands antijødiske retningslinjer blev fastsat gennem en officiel folkedrabspolitik. I forbindelse med denne Endelige Løsning på det Jødiske Spørgsmål blev Eichmann sat i arbejde som Deportationsadministrator, hvilket gav ham ansvaret for de tog, som skulle transportere jøder til udryddelseslejrene i Polen. Efter en personlig krise over at hans arbejde med jødisk emigration nu så ud til at være delvist spildt, udførte Eichmann sine pligter med en bemærkelsesværdig arbejdsiver.
Eichmanns tjenstvillighed blev bemærket, og i 1944 blev han sendt til Ungarn, efter at Tyskland havde besat landet af frygt for en sovjetisk invasion. I Ungarn gik Eichmann øjeblikkeligt i gang med at deportere jøder og fik formentlig sendt omkring 400.000 ungarere til døden i nazisternes dødslejre.
I 1945 var Eichmanns verden igen ved at falde sammen, da Heinrich Himmler beordrede, at Endlösung skulle stoppe og beviserne skulle destrueres. Eichmann valgte at ignorere Himmlers ordrer og fortsatte sit arbejde i Ungarn.
Eichmann prøvede også at undgå at blive indkaldt i forbindelse med Tysklands sidste militære kraftanstrengelse. Han var et år tidligere udnævnt til reserve Untersturmführer i Waffen-SS og blev nu beordret til aktiv krigstjeneste.
Eichmann flygtede fra Ungarn i 1945, da russerne invaderede landet, og han vendte tilbage til Østrig, hvor han mødtes med sin gamle ven Ernst Kaltenbrunner. Kaltenbrunner nægtede dog at have noget at gøre med Eichmann, formentlig fordi Eichmanns arbejde som administrator for transporten af jøder havde fået De Allierede til at stemple ham som en alvorlig fjende.

## Efter 2. Verdenskrig
Ved slutningen af 2. verdenskrig blev Eichmann taget til fange af den amerikanske hær. Eichmann kaldte sig "Otto Eckmann". Tidligt i 1946 flygtede han fra amerikansk forvaring og skjulte sig i forskellige afkroge af Tyskland. I 1948 skaffede han sig indrejsetilladelse til Argentina, men gjorde ikke øjeblikkelig brug af den. I begyndelsen af 1950 tog Eichmann til Italien, hvor han gav sig ud for at være flygtning ved navn Ricardo Klement. Med hjælp fra en franciskanermunk, som havde forbindelser til ærkebiskop Alois Hudal, skaffede Eichmann sig et humanitært pas fra Den Internationale Røde Kors Komité og et argentinsk visum. Han ankom med skib til Argentina 14. juli 1950. I de næste ti år arbejdede han i forskellige erhverv i og omkring Buenos Aires. Eichmann bragte også sin familie til Argentina. Argentina var tilflugtssted for mange nazister.
I januar 2011 blev der frigivet dokumenter fra den tyske efterretningstjeneste, som viste, at den kendte til Eichmanns bopæl og falske navn i Argentina allerede i 1952. Det er uvist, om de tyske myndigheder har forsøgt at fange ham. I maj 2011 udkom bogen Nazis On The Run: How Hitler's Henchmen Fled Europe af den amerikanske professor Gerald Steinacher, hvori han påstår at Røde Kors og Vatikanet hjalp blandt andre Eichmann til at flygte fra Europa ved at give dem falske papirer.

### CIA-rapport
I juni 2006 blev 27.000 gamle CIA-dokumenter vedrørende USA's relationer med tidligere nazister frigivet. Et memorandum viste, at den vesttyske regering i 1958 vidste, at Eichmann gemte sig i Argentina under navnet Clemens. Alligevel foretog regeringen sig intet på baggrund af denne information. Regeringen under Konrad Adenauer var bekymret for, hvad Eichmann ville fortælle om nationalsikkerhedsrådgiveren Hans Globkes nazistiske fortid, som sammen med Eichmann havde udformet Nürnberglovene i 1935. 
Ifølge dokumenterne havde den israelske efterretningstjeneste Mossad oprindeligt opgivet at finde Eichmann i Argentina, fordi de ikke kendte hans dæknavn. CIA havde ifølge dokumenterne vidst allerede i 1952 hvor Eichmann befandt sig.

## Tilfangetagelse
Op gennem 1950'erne viede mange jøder og andre ofre for Holocaust deres liv til at finde Eichmann og andre nazi krigsforbrydere. Blandt dem var Simon Wiesenthal. I 1954 fik Wiesenthal mistanke om, at Eichmann var i Argentina efter at have modtaget et postkort fra en kammerat, som var flyttet til Buenos Aires. "Jeg så det beskidte svin Eichmann," stod der på postkortet, "Han bor i nærheden af Buenos Aires og arbejder på en water factory". Med denne information indsamlet af Wiesenthal havde israelerne en ledetråd om Eichmanns opholdssted. Isser Harel, leder af Mossad (den israelske sikkerhedstjeneste), hævdede senere i et uudgivet manuskript, at Wiesenthal "overhovedet ikke spillede nogen rolle' i Eichmanns pågribelse, men at han tværtimod bragte hele Eichmann-operationen i fare og forhindrede tilfangetagelsen af Auschwitz-lægen Josef Mengele."
En anden medvirkende årsag til afsløringen af Eichmanns identitet var Lothar Hermann, en arbejder af jødisk afstamning som flygtede til Argentina fra Tyskland efter indespærring i koncentrationslejren Dachau, hvor Eichmann havde tjent som administrator. I 1950'erne havde Hermann bosat sig i Buenos Aires med sin familie. Datteren Sylvia stiftede bekendtskab med Eichmann-familien og indledte en romance med Klaus, Eichmanns ældste søn. Klaus' pralende bemærkninger om sin fars liv som nazist skabte en mistanke hos Lothar.
Efter i 1957 at have læst en avisberetning om tyske krigsforbrydere som Eichmann, sendte han Sylvia til Eichmanns hjem for at indsamle oplysninger. Hun blev i døren mødt af Eichmann selv, og efter at have spurgt efter Klaus, spurgte hun, om det var Klaus' far hun talte med. Eichmann bekræftede dette. Ophidset begyndte Hermann snart en korrespondance med Fritz Bauer, chefanklager i Hessen i Vesttyskland og skaffede detaljer om Eichmanns person og liv.
Bauer vidste, at Vesttyskland formentlig ikke ville gøre meget for at få Eichmann dømt pga. den følsomme fortid. Han kontaktede derfor israelske embedsmænd, som gennem de næste år arbejdede tæt sammen med Hermann for at lære mere om Eichmann og for at planlægge tilfangetagelse af ham.
I 1960 fandt Mossad ud af, at Eichmann var i Argentina og begyndte at lede efter hans præcise opholdssted. Det blev gennem konstant overvågning bekræftet, at Ricardo Klement var Adolf Eichmann. Den israelske regering godkendte en operation, som skulle tage Eichmann til fange og bringe ham til Jerusalem, så han kunne retsforfølges for krigsforbrydelser.
Han blev fanget af et hold Mossad-agenter 11. maj 1960 som en del af en hemmelig operation. Holdet af agenter havde ladet som om de var ved at reparere en bil, mens de ventede på Eichmann skulle komme med bussen fra sit arbejde på Mercedes Benz-fabrik, i Argentinas hovedstad, da han ankom henvendte agenterne sig hurtigt til ham, men han anede uråd og forsøgte at flygte, men blev overmandet og tvunget ind i en bil. I bilen skulle han være blevet truet med at han ville blive skudt hvis han bevægede sig, dertil skulle han have svaret på tysk "Jeg accepterer min skæbne". Han blev fløjet med et El Al fly fra Argentina til Israel 21. maj 1960.
I 12 dage benægtede den israelske regering at have været indblandet i Eichmanns tilfangetagelse og hævdede i stedet, at han var blevet fanget af jødiske frivillige. Til sidst opgav den dog bortforklaringerne og premierminister David Ben-Gurion bekendtgjorde tilfangetagelsen af Eichmann til Knesset (Israels lovgivende forsamling) d. 23. maj 1960. Bekendtgørelsen blev modtaget med stående klapsalver. Isser Harel, som var leder af Mossad, da operationen fandt sted, skrev en bog om Eichmanns tilfangetagelse med titlen Huset i Garibaldi Street. Nogle år senere skrev et medlem af gruppen bag tilfangetagelsen Peter Malkin Eichmann i mine Hænder, en bog om Eichmanns person og motiver, men hvis sandfærdighed er omstridt.

## Rettergang
Eichmanns rettergang ved den israelske domstol i Jerusalem begyndte 11. april 1961. Han blev tiltalt for 15 forbrydelser, deriblandt krigsforbrydelser, forbrydelser mod menneskeheden, forbrydelser mod det jødiske folk samt medlemskab af en ulovlig organisation. Som det er standard ved israelske retssager, blev hans sag ført foran tre dommere. Gideon Hausner, den israelske justitsminister, var hovedanklager.
Retssagen skabte stor international polemik og blev fulgt verden over. Den israelske regering tillod nyhedsprogrammer fra hele verden at filme retssagen direkte med enkelte forbehold. Seerne så på fjernsyn en ubestemmelig mand sidde i en boks af skudsikkert glas mens mange overlevende fra Holocaust vidnede om hans rolle i transporterne til koncentrationslejrene. Under hele retssagen insisterede Eichmann på, at han kun fulgte ordrer – det samme argument som blev brugt af mange af nazikrigsforbryderne under Nürnbergprocessen 1945-1946. Han erklærede utvetydigt, at han havde givet afkald på sin samvittighed for at kunne følge Førerprincippet.
Efter 14 uger med vidnesbyrd fra mere end 1.500 dokumenter, 100 anklagevidner (hvoraf 90 var overlevende fra nazisternes koncentrationslejre) og snesevis af forsvarende vidneudsagn leveret med diplomatisk kurér fra 16 forskellige lande, sluttede Eichmann-retssagen 14. august 1961. Dommerne trak sig tilbage for at drøfte sagen. 11. december bekendtgjorde de tre dommere deres dom: Eichmann blev kendt skyldig i alle anklager. Han blev dømt til døden 15. december 1961. Eichmann appellerede afgørelsen mest baseret på juridiske diskussioner vedrørende Israels lovgivning og lovligheden af de love, som han blev dømt efter. Han hævdede også, at han var beskyttet af det faktum, at han blot fulgte statens ordrer. 29. maj 1962 afslog Israels højesteret Eichmanns appel og fastholdt den tidligere domsafsigelse. 31. maj afviste Israels præsident Yitzhak Ben-Zvi Eichmanns bønskrift. Eichmann blev hængt få minutter efter midnat 1. juni 1962 ved Ramla-fængslet, officielt den eneste civile henrettelse der er udført i Israel. Eichmann skulle have nægtet at indtage et sidste måltid. Han nægtede også at bære den traditionelle sorte hætte ved sin henrettelse.
Hans sidste ord skal have været "Længe leve Tyskland. Længe leve Østrig. Længe leve Argentina. Det er de lande, som jeg har været tættest forbundet med, og jeg skal ikke glemme dem. Jeg måtte følge krigens og mit flags regler. Jeg er rede."[kilde mangler]
Hans lig blev kremeret og asken spredt i havet.

## Eichmann-analyse
Et spørgsmål historikere har beskæftiget sig med efter Eichmanns død er: hvor ansvarlig Eichmann var for Holocaust. De fleste er enige om, at Eichmann vidste præcis, hvad han gjorde, mens flere deriblandt hans søn mener, at han blev uretmæssigt dømt, og at han kun gjorde sin pligt som tysk soldat.
En tredje – og meget kontroversiel – analyse kom fra den politiske teoretiker Hannah Arendt, en jøde, som var flygtet fra Tyskland, inden Hitler kom til magten, og som skrev om Eichmanns retssag for The New Yorker-tidsskriftet. I Eichmann i Jerusalem om retssagen, konkluderer Arendt, at bortset fra et ønske om at forbedre sin karriere, viste Eichmann ingen tegn på antisemitisme eller psykopati.
Hun kaldte ham legemliggørelsen af "ondskabens banalitet," fordi han lod til at have en ganske almindelig personlighed. Han viste hverken tegn på skyld eller had. Hun mente, at dette faktum såede tvivl om teorien om, at de nazistiske krigsforbrydere var psykopatiske og anderledes end andre mennesker. Mange konkluderede af denne og lignende observationer, at selv ganske almindelige mennesker kan begå forfærdelige forbrydelser.
Eichmanns involvering i SS-undergrundsgruppen ODESSA er også et mysterium, eftersom der er beviser, som peger på, at Eichmann havde kontakt til gruppen, men ikke deltog aktivt i ODESSA's aktiviteter. Mossad var overbevist om, at Eichmann var én af Mengeles kontakter og havde planlagt en dobbelt tilfangetagelse i 1961, hvis Eichmann havde afsløret Mengeles opholdssted. Eichmann havde mødt Mengele via Willem Sassen, en hollandsk journalist, der var dømt til døden in absentia af en militærdomstol i Belgien og til 20 års strafarbejde i Nederland. På falsk pas kom Sassen til Buenos Aires, hvor han nemt gled ind i SS-miljøet og præsenterede Eichmann og Mengele for hinanden. De to mødtes flere gange på kafé ABC, men fandt aldrig tonen, og Eichmann takkede også nej til Mengeles tilbud om gratis lægehjælp. 
En fodnote om Eichmanns SS-karriere fokuserer på spørgsmålet om, hvorfor han aldrig blev forfremmet til SS-Oberst, dvs. Standartenführer. Med Eichmanns fortid og ansvar ville han have været en fortrinlig kandidat til forfremmelse, men efter 1941 viser hans SS-mappe ikke, at han blev anbefalet til yderligere forfremmelse. Mange har spekuleret over, om Ernst Kaltenbrunner kan have anset Eichmann som en farlig mand, eftersom han steg så hurtigt inden for SS, og have bremset hans SS-karriere for at forhindre Eichmann i at blive for magtfuld.
- "Guilty! Eichmann to Hang" (file info)
  - 
Amerikansk nyhedsreportage om Eichmanns retssag, fra de amerikanske nationalarkiver
- Problemer med at se videoen?  Se den engelske vejledning.

## Bøger
- Hannah Arendt, Eichmann i Jerusalem (1963) ISBN 0-14-018765-0
- David Cesarani, Eichmann: His Life and Crimes (2004) ISBN 0-434-01056-1
- Harry Mulisch, Case 40/61; report on the Eichmann trial (1963) ISBN 0-8122-3861-3
- Moshe Pearlman: The Capture of Adolf Eichmann, 1961. (citeret i Hannah Arendt: Eichmann i Jerusalem, Penguin, 1994, s.235)
- Pierre de Villemarest, Untouchable—Who protected Bormann & Gestapo Müller after 1945..., Aquilion, 2005, ISBN 1-904997-02-3 (Gestapo Müller var en af Adolf Eichmanns chefer)
- Zvi Aharoni, Wilhelm Dietl: Der Jäger – Operation Eichmann, DVA GmbH, 1996, ISBN 3-421-05031-7
- Tuviah Friedman – Ergreifung Eichmann – Germany National Bibliothek ( Korrespondenz Lothar Hermann )